# Réservoir de Nijnekamsk
Le réservoir de Nijnekamsk (en russe : Нижнекамское водохранилище, Nijnekamskoïe vodokhranilichtche ; en tatar : Түбән Кама сусаклагычы, Tübän Kama susaqlağıçı) ou réservoir de la basse Kama est un lac artificiel de Russie et le plus petit des réservoirs qui constituent la « cascade Volga-Kama ».

## Géographie
Le réservoir de Nijnekamsk s'étend sur les territoires du Tatarstan, de l'Oudmourtie, de la Bachkirie et du kraï de Perm. Il fut mis en eau en 1978-1981 après la construction du barrage et de la centrale hydroélectrique de la basse Kama, à Naberejnye Tchelny. Le réservoir de Nijnekamsk a une superficie de 1 084 km2 et contient un volume d'eau de 2,8 milliards de m3. Sa longueur est de 185 km sur le cours de la Kama et de 157 km sur celui de la Belaïa. Le niveau du réservoir est de 68 m au-dessus du niveau de la mer. 
Outre la production d'électricité, le réservoir de Nijnekamsk est utilisé pour l'approvisionnement en eau, l'irrigation et la pêche.
Les villes suivantes se trouvent sur les rives du réservoir de Nijnekamsk : Naberejnye Tchelny, Mendeleïevsk, Menzelinsk, Sarapoul, Neftekamsk, Kambarka, Aguidel.
Le gouvernement du Tatarstan a annoncé des projets visant à atteindre la pleine puissance prévue de la centrale électrique. Mais les écologistes du Tatarstan s'opposent à ces projets en raison de l'inondation des zones humides et d'autres terres qu'entraînerait la mise en eau du réservoir de Kouliagach.